# Татьяна Лихтенштейнская
Татья́на Но́ра Мари́я Лихтенште́йнская (нем. Tatiana Nora Maria Liechtenstein; род. 10 апреля 1973, Санкт-Галлен) — единственная дочь князя Ханса-Адама II и Марии.

## Биография
Татьяна Лихтенштейнская родилась 10 апреля 1973 года в Санкт-Галлене в семье будущего князя Ханса-Адама II и Марии. У неё было трое старших братьев — князья Алоиз (род. 1968), Максимилиан (род. 1969) и Константин (1972–2023).
Она получила начальное образование в Вадуце, где в 1984 году закончила начальную школу, а затем поступила в Лихтейнштейнскую гимназию, которую окончила в 1992 году. Татьяна получила высшее образование в Мадриде, Лондоне и Париже, в университетах которых изучала деловое администрирование.
Княгиня Татьяна Лихтенштейнская не ведёт активную публичную жизнь, но при этом является общественным деятелем и возглавляет Совет директоров Фонда Франца-Иосифа и с 2020 года возглавляет Венскую международную школьную ассоциацию. Помимо этого, она является членом правления Fürstin Gina Foundation и председателем консультативного совета Teach for All in Europe.
Она является генеральным директором Благотворительного фонда принца Лихтенштейна и вице-президентом Наблюдательного совета Liechtenstein Group AG с 2024 года.

## Семья
5 июня 1999 года Татьяна вышла замуж за Маттиаса Клауса-Юста Карла Филиппа фон Латторффа (род. 25 марта 1968, Грац). У супругов семеро детей (2 сына и 5 дочерей):
- Лукас Мария фон Латторфф (род. 13 мая 2000)
- Элизабет Мария Анжела Татьяна фон Латторфф (род. 25 января 2002)
- Мари Тереза фон Латторфф (род. 18 января 2004)
- Камилла Мария Катарина фон Латторфф (род. 4 ноября 2005)
- Анна Пия Терезия Мария фон Латторфф (род. 3 августа 2007)
- Софи Катарина Мария фон Латторфф (род. 30 октября 2009)
- Максимилиан Мария фон Латторфф (род. 17 декабря 2011)